# Énergie en Bolivie
Le secteur de l'énergie en Bolivie est dominé par le gaz naturel, dont le pays est un exportateur important.

## Secteur amont
Les ressources en hydrocarbures de la Bolivie sont concentrées dans le bassin compressif d'avant-pays situé à l'est de la cordillère des Andes. Les roches-sources sont des schistes des ères silurienne et dévoniennes.
Ce bassin n'offre que des réserves très limitées en pétrole mais la quantité de gaz naturel présente est bien plus importante : selon les chiffres du Oil and Gas Journal, le pays possède début 2015 des réserves de 280 km3 de gaz naturel (estimation en baisse par rapport à 750 en 2011) et seulement 210 millions de barils de pétrole.

## Secteur aval

### Raffinage et consommation de pétrole
L'Empresa Boliviana de Refinacion, filiale de YPFB possède deux petites raffineries, l'une proche de Cochabamba (avec une capacité de 40000 b/j), l'autre de Santa Cruz de la Sierra (d'une capacité de 20000 b/j). Le pays importe des produits raffinés, notamment du gazole.

### Exportations de gaz naturel
Les exportations de gaz naturel de la Bolivie se font vers deux pays voisins : 
- Vers l'Argentine avec le gazoduc Yabog qui se termine dans Province de Salta. Mis en service en 1972, ce gazoduc était initialement un projet d'une filiale de Gulf Oil, nationalisée par la Bolivie avant même la mise en service[4]. Ce fut le premier pipeline transfrontalier du continent.
- Vers le Brésil avec le gazoduc Gasbol dont les deux branches se terminent à Canoas et Guararema sur la côte brésilienne.

En 2015, les exportations vers l'Argentine et le Brésil étaient respectivement de 5,4 et 10,8 km3 .

## Secteur électrique
En 2012, 90 % de la population bolivienne avait accès à l'électricité, certaines zones rurales restant non connectées. L'électricité domestique utilise une tension de 230 volts et une fréquence de 50 hertz. Le secteur a été partiellement nationalisé en 2010.
En 2014, la consommation d'électricité du pays était de 7,45 TWh, les trois quarts sont fournis par des centrales thermiques au gaz naturel, un quart par des barrages hydroélectriques. Un potentiel hydroélectrique considérable existe dans le pays. Le projet Madeira vise à valoriser une partie, en partenariat avec le Brésil, mais il se heurte à une opposition locale tant  qu'internationale très forte en raison de son impact sur la biodiversité.

## Impact environnemental
Les émissions de CO2 du pays sont faibles, s'établissant en 2011 à 1,5 tonne par an et par habitant, moins du tiers de la moyenne mondiale.